# Tomomingi
Tomomingi Szüts & Scharff, 2009 è un genere di ragni appartenente alla famiglia Salticidae.

## Distribuzione
Le sette specie oggi note di questo genere sono state rinvenute in Africa centrale: tre sono endemiche del Kenya, tre della Tanzania e una dell'isola di Bioko.

## Tassonomia
A giugno 2011, si compone di sette specie:
- Tomomingi holmi (Prószynski & Zabka, 1983) — Kenya
- Tomomingi keinoi (Prószynski & Zabka, 1983) — Kenya
- Tomomingi kikuyu (Prószynski & Zabka, 1983) — Kenya
- Tomomingi niwele Szüts & Scharff, 2009 — Tanzania
- Tomomingi silvae Szüts & Scharff, 2009 — isola di Bioko
- Tomomingi sjostedti (Lessert, 1925) — Tanzania
- Tomomingi wastani Szüts & Scharff, 2009[2] — Tanzania